# Grupo de Boston
El Grupo de Boston fue una comisión parlamentaria de la Asamblea Nacional de Venezuela financiada por la Organización de los Estados Americanos (OEA) y se origina  a raíz de la creación del grupo de amistad parlamentario venezolano-estadounidense, a su vez creado en 2002, después del golpe de Estado en Venezuela de 2002 y que parlamentarios de Estados Unidos y de Venezuela acordaran reunirse fuera del país para tratar temas neurales para ambas naciones en un ambiente de menor polarización. Sus objetivos eran aprender prácticas legislativas, el establecimiento y conservación de un sólido vínculo entre el congreso de Estados Unidos y el parlamento de Venezuela, el intercambio de información legislativa y la cooperación en aspectos de común interés. La mitad de los miembros venezolanos eran diputados opositores y la otra eran diputados oficialistas.

## Miembros
Entre los miembros del grupo se encontraba Nicolás Maduro y John Kerry. Su comité ejecutivo estaba liderado por el diputado Pedro Díaz Blum del partido Proyecto Venezuela, Calixto Ortega del partido Movimiento V República y el jefe de Gabinete del Representante William Delahunt (Demócrata de Massachussets) y el representante Cass Ballenger, Republicano de North Carolina. Otros miembros del grupo eran Cilia Flores, Luis Acuña, el vicepresidente de Cadivi José Salamán Khan, la rectora del Consejo Nacional Electoral (CNE) Tania D'Amelio, Elvis Amoroso, Enrique Márquez, Alfonso Marquina, Acción Democrática; Rafael Octavio Rivero, COPEI; Ángel Vera, Un Nuevo Tiempo; Leopoldo Martínez Nucete, Construyendo País; Julio Montoya, Movimiento al Socialismo (Venezuela); y Héctor Vargas, Podemos.

## Historia
Unos de los temas principales de las jornadas de trabajo del Grupo Boston eran la pobreza y los medios de comunicación. Cass Ballenger, quien presidía el comité para asuntos internacionales del hemisferio occidental del congreso estadounidense, anunció que en nombre de los cinco congresistas miembros del grupo que iban a conseguir el financiamiento, la donación de equipos y el entrenamiento para que la Asamblea Nacional tuviese una televisora pública y una radio para transmitir los debates de la Asamblea y de las comisiones.
Las primeras discusiones de la Ley de Responsabilidad Social en Radio y Televisión (Ley Resorte) fueron detenidas para que en mesas de trabajo el Grupo de Boston escuchara los planteamientos y argumentos a favor y en contra de la ley de los propietarios de medios de comunicación privados.
El Grupo de Boston se deshizo con la retirada de los diputados de la oposición de las elecciones parlamentarias de 2005, las cuales coincidieron con la creación del canal de televisión oficial de la Asamblea, Asamblea Nacional Televisión (ANTV). Muchas de las leyes aprobadas por la Asamblea durante este periodo, incluida la Ley Resorte, hicieron caso omiso a los planteamientos argumentados en las mesas de trabajo del Grupo de Boston.
En 2019, los constituyentes Francisco Torrealba y Gerardo Márquez, además de Manuel Texeira y Pedro Díaz Blum, coordinador del Grupo de Boston, recibieron al diputado Gilber Caro después de ser excarcelado.